# Кора, Николай Васильевич
Николай Васильевич Кора (22.10.1918, Омская область — 31.01.1945) — помощник командира взвода пешей разведки 139-го гвардейского стрелкового полка, гвардии старший сержант.

## Биография
Родился 22 октября 1918 года в деревне Карповка Таврического района Омской области. Образование среднее. Работал в леспромхозе в селе Екатерининское Тарского района той же области.
В январе 1942 года был призван в Красную Армию Тарским райвоенкоматом. Прошел подготовку в запасном полку и с марта того же года участвовал в боях с захватчиками. Член ВКП с 1943 года. Воевал в составе взвода пешей разведки 139-го гвардейского стрелкового полка, сначала рядовым разведчиком, затем помощником командира взвода.
24 июня 1944 года при овладении населенным пунктом Бешенковичи гвардии сержант Кора захватил в плен 3-х противников. 28 июня в бою в районе села Замосточье уничтожил около 10 вражеских автоматчиков.
Приказом от 18 июля 1944 года гвардии сержант Кора Николай Васильевич награждён орденом Славы 3-й степени.
12-17 сентября 1944 года при прорыве сильно укрепленной полосы обороны противника у населенных пунктов Векшняй, Куршенай гвардии старший сержант Кора вместе с бойцами истребил свыше отделения живой силы, подавил 2 огневые точки, взял в плен 6-х солдат.
Приказом от 25 ноября 1944 года гвардии старший сержант Кора Николай Васильевич награждён орденом Славы 2-й степени.
24 января 1945 года юго-западнее города Мемель гвардии старший сержант Кора первым проник в расположение врага, гранатами подавил огонь дота, уничтожив 4-х солдат. Был тяжело ранен в голову.
31 января 1945 года скончался в госпитале от полученных ран. Был похоронен в местечке Диждаме, позднее перезахоронен в братской могиле на воинском кладбище города Приекуле Лиепайского района Латвии.
Указом Президиума Верховного Совета СССР от 29 июня 1945 года за исключительное мужество, отвагу и бесстрашие в боях с вражескими захватчиками гвардии старший сержант Кора Николай Васильевич награждён орденом Славы 1-й степени. Стал полным кавалером ордена Славы.
Награждён орденами Красной Звезды, Славы 3-х степеней, медалями, в том числе «За отвагу».
Его именем названа улица села Екатерининское, на одном из домов установлена мемориальная доска.